# Gäddsjön (Dorotea socken, Lappland)
Gäddsjön är en sjö i Dorotea kommun i Lappland och ingår i Ångermanälvens huvudavrinningsområde. Sjön har en area på 0,683 kvadratkilometer och ligger 388 meter över havet. Sjön avvattnas av vattendraget Laxsjöbäcken.

## Delavrinningsområde
Gäddsjön ingår i det delavrinningsområde (717315-148729) som SMHI kallar för Mynnar i Stor-Arksjön. Medelhöjden är 465 meter över havet och ytan är 7,28 kvadratkilometer. Det finns ett avrinningsområde uppströms, och räknas det in blir den ackumulerade arean 15,02 kvadratkilometer. Laxsjöbäcken som avvattnar avrinningsområdet har biflödesordning 4, vilket innebär att vattnet flödar genom totalt 4 vattendrag innan det når havet efter 274 kilometer. Avrinningsområdet består mestadels av skog (90 procent). Avrinningsområdet har 0,68 kvadratkilometer vattenytor vilket ger det en sjöprocent på 9,4 procent.